# Sofrone di Siracusa
Sofrone di Siracusa (Siracusa, V secolo a.C. – ...) è stato uno scrittore e mimo siceliota, vissuto attorno al 430 a.C.

## Biografia
Dello stesso Sofrone sappiamo poco. La Suda provvede l'essenziale:
(trad. A. D'Andria)
La dicitura "contemporaneamente a Serse" indica il periodo della seconda guerra persiana (480 a.C.) e la precisazione della contemporaneità con Euripide ci riporta all'incirca alla seconda metà del V secolo a.C.
Si diceva, nell'antichità, che Platone avesse introdotto le opere di Sofrone ad Atene e utilizzate nei suoi dialoghi; secondo Diogene Laerzio, erano compagni costanti di Platone, e dormiva persino con loro sotto il cuscino .

## Mimi
Sofrone fu autore di dialoghi in prosa in dialetto dorico (mimi), concernenti personaggi sia maschili che femminili, alcuni seri, altri in stile umoristico, e raffiguranti scene della vita quotidiana dei greci di Sicilia, di cui restano circa 150 frammenti, molti dei quali costituiti da una sola parola, citata nei lessici per peculiarità legate al dorico. 
Dai brevi frammenti citati dalle fonti si ricavano i seguenti titoliː Le cucitrici (o Medichesse), La suocera, Le damigelle della sposa, Donne alla festa dell'Istmo (mimi "femminili"), Il messaggero, Il pescatore al contadino, Il pescatore di tonni, Spaventerai i ragazzini, Promitio (mimi "maschili").

### Le donne che dicono di incantare la dea
Di un mimo, Donne che affermano di incantare la dea, abbiamo un frammento più lungo in un papiroː si rappresenta una cerimonia magica presa dalla vita contemporanea. Relativamente semplice e disadorno, ma tuttavia l'omissione di alcune parti essenziali del rituale (noto da altre fonti) mostra che l'arte del poeta è studiata e selettiva. Una maga e la sua assistente stanno eseguendo una cerimonia occulta progettata per liberare un gruppo di persone (probabilmente donne) dalla malattia o dall'angoscia inflitte da Ecate. La scena è una stanza interna, le cui porte sono chiuse, da aprire solo quando tutto sarà pronto per il culmine della cerimonia. La maga ordina ai suoi pazienti di apparecchiare la tavola «così com'è», cioè subito. Poi devono prendere il sale tra le mani (o misura di protezione contro gli spiriti maligni) e l'alloro attorno alle orecchie (altra misura protettiva o apotropaica), perché proprio tali aperture al corpo potrebbero dare accesso al demone. Così equipaggiati devono sedersi accanto al focolare, che qui, come spesso, serve da altare. 
Seguono i preparativi per il sacrificio di un caneː la maga ordina alla sua assistente di darle una spada, a doppio taglio, come al solito in queste cerimonie. Le viene portato un cane (di solito il sacrificio in un rito riguardante Ecate). Asfalto, una torcia e gli incensi sono tenuti pronti per l'atto di lustrazione o purificazione che deve accompagnare il sacrificio. Il culmine è ormai vicinoː le porte sono spalancate, lasciando entrare la luce della luna. I pazienti sono esortati a tenere gli occhi fissi sulla porta. La torcia è spenta. Si richiede un silenzio propizio, e l'invocazione di - o imprecazione contro - Ecate inizia.
Teocrito, secondo lo Scoliaste dell'idillio II, avrebbe proprio preso in prestito da Sofrone la trama e, nella prefazione allo stesso poema, Teocrito viene censurato per la sua "trascuratezza" nel prendere in prestito il personaggio di Thestylis da Sofrone, certo non necessariamente dallo stesso mimo. Il modello di Teocrito è comunque questo mimo, di cui sopravvive già un frammento di tradizione indiretta, relativo alla magia.

## Analisi critica
Sebbene in prosa, i mimi di Sofrone erano considerati opere poetiche, in quanto composti in prosa ritmica, ma in ogni caso non erano destinati alla rappresentazione scenica. Erano scritti in un linguaggio conciso e popolare, pieno di proverbi e espressioni colloquiali. I frammenti più lunghi, infatti, mostrano una costruzione sintattica relativamente semplice e breve, in cui sembra importante la rima, un tipico trucco gorgiano, e l'allitterazione, spesso messa in dubbio come strumento efficace nei versi greci, ma attestata in modo più convincente in prosa, fa un'occasionale comparsata.
L'uso di proverbi e detti popolari da parte di Sofrone risaltava anche nell'antichità, come attestato, ad esempio, dal grammatico Demetrio. Il grammatico Filosseno, inoltre, sostiene che Sofrone abbia deliberatamente fatto commettere ai suoi personaggi solecismi grammaticali.